# Esprit

Logo Esprit

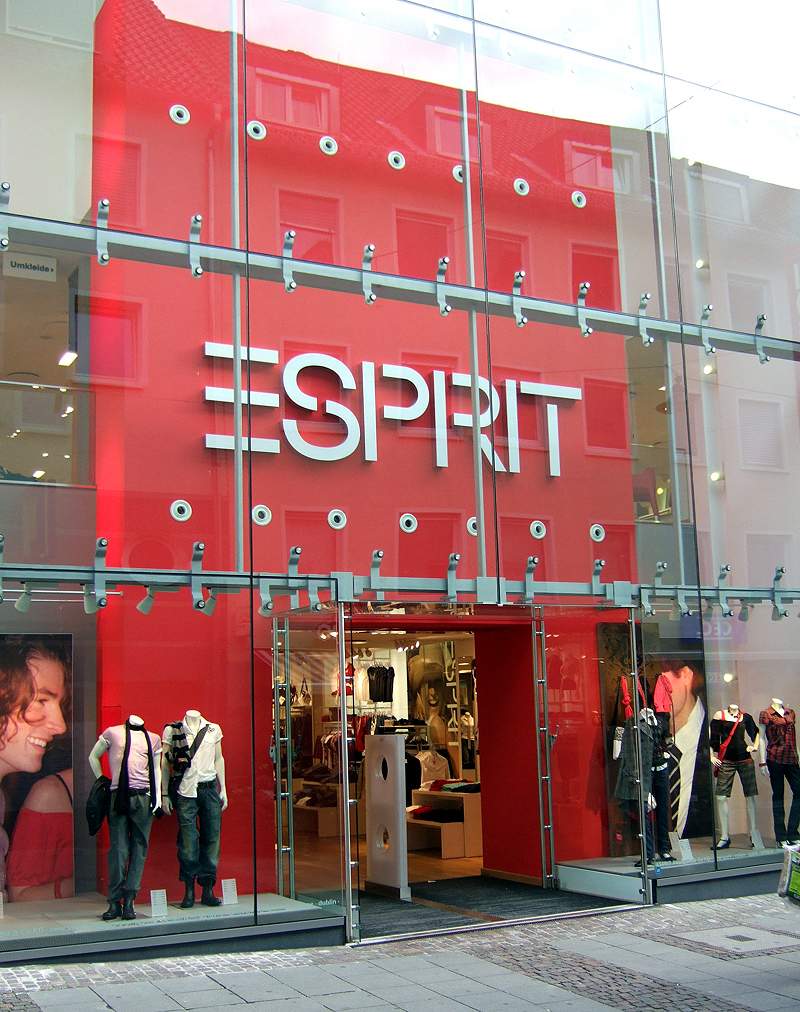
Sklep "Esprit" w Darmstadt

Esprit – marka odzieżowa, sprzedająca odzież damską, męską, dziecięcą, a także obuwie, zegarki oraz akcesoria. Firma została założona przez Susie Tompkins Buell i Douglasa Tompkinsa.
Ma sieć butików w 40 państwach świata. Sieć ma także swoje sklepy w Polsce. W 2024 roku marka złożyła wnioski o upadłość.